# طين علاجي

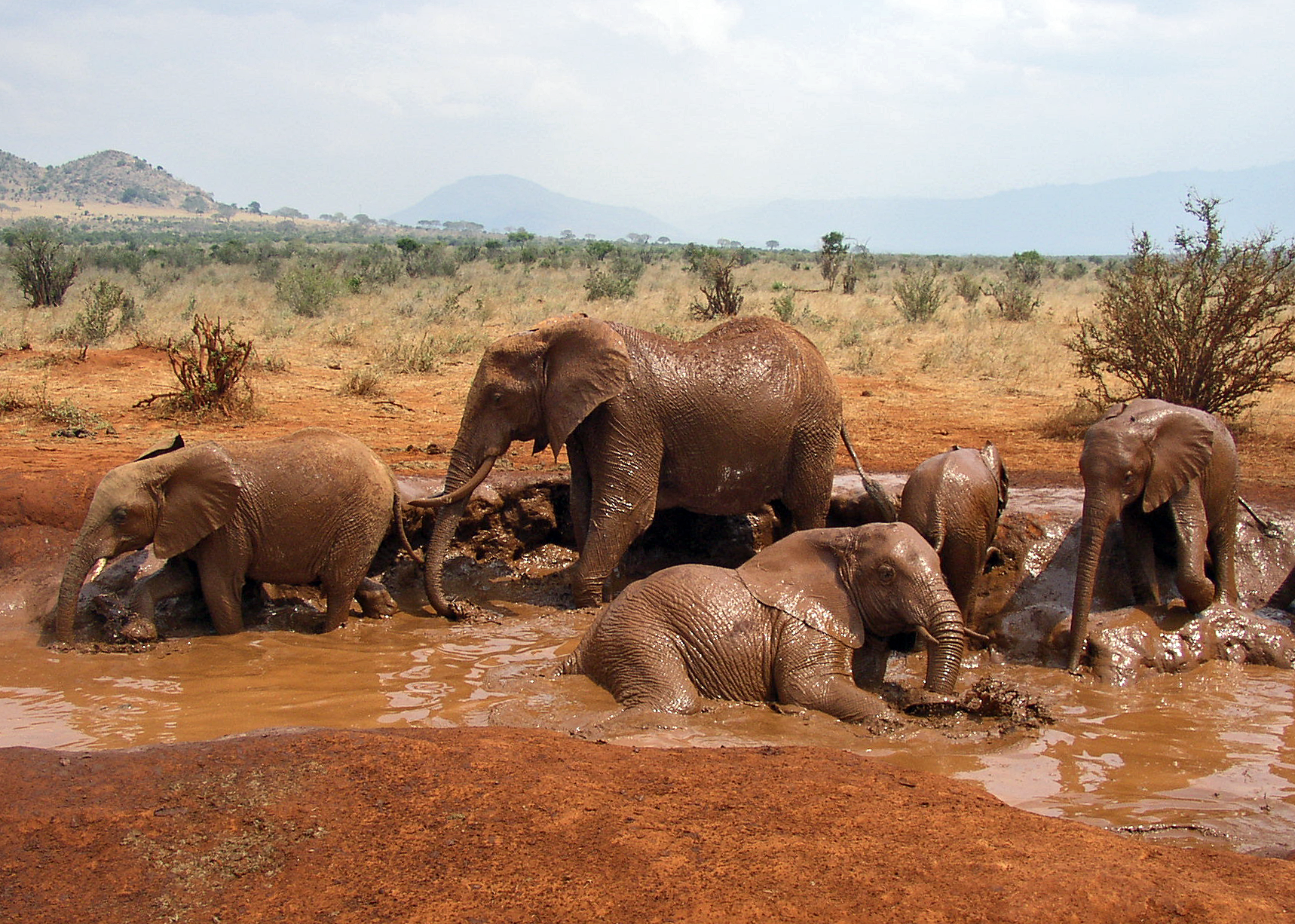
عائلة من فيلة الأدغال الإفريقية تستحم بالطين في حديقة تسافو الشرقية الوطنية في كينيا.

الطين العِلاجي طين ناضج أو وحل أو مستعلقه أو انتشاره، ذو خصائص علاجية أو تجميلية، ويتكون من خليط معقد من مواد دقيقة الحبيبات ذات أصل حيوي أو أرضي، ومواد معدنية أو مياه بحر، ومركبات عضوية شائعة ناتجة عن بعض الأنشطة الأيضية الحيوية وتستخدم علاجيا جزء من العلاج بالاستحمام. تتكون الحبيبات من الدبال والمعادن التي تكونت على مدى سنوات عديدة من خلال العمليات الأرضية والحيوية والكيميائية والفيزيائية.